# Яловечниця звичайна
Яловечниця звичайна (Arceuthobium oxycedri) — напівпаразит з родини Santalaceae.

## Опис
Ялівцева омела невелика за розміром — в середньому 2—15 см. Стебло цієї дводомної вічнозеленої рослини дуже коротке, листя складається з дрібних листків, квіти без квітконіжки.

## Поширення
Поширена в більшості Європи, Азії і частинах північної Африки. На території України зустрічається в Криму.

## Паразитизм
Ялівцева омела є напівпаразитом, оскільки здатна до фотосинтезу. Є спеціалізованим паразитом, оскільки поширена лише на рослинах родини Cupressaceae. Паразитує на рослинах роду ялівця, особливо Juniperus oxycedrus і Juniperus communis. В Криму цей вид паразитує на 20 видах і формах рослин з родів Cupressus, Platycladus, Juniperus, зазвичай вражаючи стовбури, а не пагони, та при сильному розвитку протягом 5—10 років викликає відмирання дорослих рослин.

## Таксономія
Опис Arceuthobium oxycedri здійснив Фрідріх Август Маршалл фон Біберштейн (нім. Friedrich August Marschall von Bieberstein), який було опубліковано в Flora Taurico-Caucasica 3: 629, у 1819 році.
Синоніми:
- Arceuthobium juniperi Bubani
- Razoumofskya oxycedri (DC.) F.W. Schultz ex Nyman
- Razoumowskia caucasica Hoff., раніше M.Bieb.
- Razoumowskia oxycedri (DC.) F.W. Schultz
- Viscum caucasicum Steud.
- Viscum oxycedri DC.[7]

## Охорона
Занесена до Переліку рідкісних і таких, що перебувають під загрозою зникнення, видів рослин Казахстану.